# Pseudolimnophila kambaitiae
Pseudolimnophila kambaitiae är en tvåvingeart som beskrevs av Alexander 1954. Pseudolimnophila kambaitiae ingår i släktet Pseudolimnophila och familjen småharkrankar.
Artens utbredningsområde är Myanmar. Inga underarter finns listade i Catalogue of Life.